# Edgar Alexander Mearns
 Edgar Alexander Mearns (Orange Couty in  New York (staat), VS, 11 september 1856 –  Washington, D.C., 1 november 1916) was een Amerikaanse arts, vogelkundige en natuuronderzoeker. Hij beschreef nieuwe soorten vogels en zoogdieren en is mede-oprichter American Ornithologists' Union.

## Biografie
Mearns was de zoon van Alexander  Mearns en Nancy Reliance Clarswell. Zijn grootvader was van Schotse afkomst. Hij emigreerde in 1815 naar Highlands Falls, een plaats in Orange County. Hij studeerde voor arts aan de Columbia-universiteit (Columbia College of Physicians and Surgeons) waar hij in 1881 gradueerde.Tussen 1882 en 1899 werkte hij als legerarts in 
de United States Army. Tussen 1899 en 1909 werkte hij bij verschillende legeronderdelen en -instellingen. Met een onderbreking wegens een parasitaire ziekte, verbleef hij tussen 1903 en 1909 op onder ander de Filipijnen, op Guam en in het grensgebied tussen Mexico en de Verenigde Staten. In 1909 verliet hij het leger in de rang van Luitenant-kolonel
In 1909 nam hij als natuuronderzoeker deel aan de Smithsonian-Roosevelt African Expedition en in 1911/12 nam hij deel aan een andere expeditie (Childs Frick expedition) naar Afrika. Hij verzamelde de zoölogische specimens voor het National Museum of Natural History (toen nog: Smithsonian Institution).

## Nalatenschap
Mearns was in 1883 mede-oprichter van de American Ornithologists' Union. Hij beschreef 7 nieuwe vogelsoorten zoals de  taitalijster (Turdus helleri) en de apohoningzuiger (Aethopyga boltoni) en meer dan 50 ondersoorten  maar ook het knaagdier Onychomys arenicola. Als eerbetoon aan zijn verzamelactiviteiten zijn vijf soorten vogels en zeven zoogdiersoorten naar hem vernoemd zoals bijvoorbeeld de Nieuw-Guinese gierzwaluw (Mearnsia novaeguineae).
- Bibliothèque nationale de France: cb122781740 (data)
- Author citation (botany): Mearns
- Gemeinsame Normdatei: 1055294457
- International Standard Name Identifier: 0000 0000 8385 9996
- Library of Congress Control Number: n89125972
- Nederlandse Thesaurus van Auteursnamen: 145766705
- PIC: 287590
- SNAC: w63s1gv2
- Système universitaire de documentation: 085867233
- Museum of New Zealand Te Papa Tongarewa: 20257
- Virtual International Authority File: 59144220
- WorldCat: E39PBJmXFkvJc96Pf7TjxX4THC